# Jüan-š’
Jüan-š’ (čínsky: znaky 元史; pinyin Yuán Shǐ) je jedna z oficiálních dějepisných prací zahrnutých do dvaadvaceti historií Číny. Sestává z 210 dílů (ťüanů) a popisuje dějiny vlády dynastie Jüan od dob Čingischána (1162–1227) do vyhnání Mongolů z Pekingu roku 1368.
Dílo sestavoval velký kolektiv redaktorů Úřadu pro historii mingské vlády, v jehož čele stál Sung Lien (1310–1381). Práce začaly v březnu 1369, během půl roku byl text díla, sestávající ze 159 ťüanů, předložen císaři. Byl však zhodnocen jako neúplný a nedostatečný a vrácen k dopracování. Následně byl text ve všech oblastech rozšířen na celkovou délku 210 ťüanů. Práce byla dokončena v červenci 1370 a schválena císařem.
Jüan-š’ obsahuje popis událostí vlády císařů dynastie Jüan v chronologickém pořadí.
Začíná anály panování chánů a císařů dynastie. Následuje sekce chronologických a genealogických tabulek. Dílo pokračuje popisy rituálů a zvyků, organizace státní správy, vojenství, hospodářství a obchodu, geografie, kalendáře, věd a umění ve sledovaném období. Následují informace o národech, které byly v kontaktu s říší Jüan a monografie o různých aspektech života a správy země. A konečně životopisy významných státníků té doby.
V díle je poměrně málo vlastní tvorby redakčního kolektivu, v podstatě byly pouze upravovány a sestavovány originální texty, sepsané během panování dynastie Jüan. Do textu Jüan-š’ je tak zahrnuto i mnoho autentického materiálu – edikty císařů, zprávy vládních úředníků, nápisy na hrobech státníků atd.